# Tenochca
Tenochca (Tenočka; Mexica; Mešika), vodeće pleme astečke konfederacije čije je glavno gradsko središte, Tenochtitlán, u značenju "mjesto Tenochcasa", na mjestu kasnijeg Ciudad Mexica, bilo središte cijeloga astečkog carstva. Tenočki su ga osnovali između 1300 i 1375. nakon što su izbjegli pred Culhuama na jezero Texcoco. Nakon utemeljenja Tenochtitlana, Tenočki su se ujedinili u labavi savez s Akolhuancima iz grada Texcoco i Tlakopancima iz Tacube.

## Tlatoani Tenočka
- Acamapichtli 1376. – 1395.
- Huitzilihuitl 1395. – 1417.
- Chimalpopoca 1417. – 1427.
- Itzcoatl 1427. – 1440.
- Montezuma I. Ilhuicamina 1440. – 1469.
- Axayacatl 1469. – 1481.
- Tizoc 1481. – 1486.
- Ahuitzotl 1486. – 1502.
- Montezuma II. 1502. – 1520.
- Cuitláhuac 1520. – 1520.
- Cuauhtémoc 1520. – 1521.

## Vanjske poveznice
- The Mexica